# Trnava
Pour les articles homonymes, voir Trnava (homonymie).
Trnava (en allemand : Tyrnau ; en hongrois : Nagyszombat) est une ville de Slovaquie occidentale, la septième du pays. En raison de ses nombreuses églises, elle est parfois surnommée « la Rome de Slovaquie ».

## Géographie

### Situation
Trnava se situe à 43 km au nord-est de Bratislava, la capitale, à laquelle la relient chemin de fer et autoroute. En 2001, chef-lieu de la région qui porte son nom, elle comptait 70 286 habitants.

### Relief
Trnava se situe à 144 m d'altitude, au sein d'une vaste plaine fertile où s'écoule à l'est de la ville, la rivière Váh, affluent du Danube.

### Voies de communication et transports

#### Voies de communication
La ville est desservie par l'autoroute D1 (E571) qui la traverse au sud. De l'échangeur qui s'y trouve, la route R1 permet l'accès au centre-ville.
Les principales routes qui la desservent sont la 61 (axe sud-ouest / est), la 51 et la 560 au nord, la 504 (axe ouest / nord-est),

#### Transports
La ville est dotée de deux gares, la principale au centre-ville et l'autre au nord.

## Toponymie
Les origines du nom hongrois de la ville, ainsi que du nom slovaque, sont connues : le nom Nagyszombat - mot à mot : « Grand-Samedi » - provient des anciens marchés hebdomadaires (fort réputés) de la ville, qui se tenaient justement ce jour-là ; quant au nom slovaque, il provient d'un nom commun vieux slave, « trn » - « épine » - que porte également la rivière traversant la ville.

## Histoire
Des recherches archéologiques ont montré que les lieux étaient occupés avant même l'arrivée des Celtes, puis celle des Romains. C'est Konstancia (Constance), fille du roi de Hongrie Béla II et femme du roi de Bohême Ottokar Ier, qui pousse à la fortification de la ville, alors connue sous le nom slave de Trnava. En 1238, le roi de Hongrie Béla IV accorde à la ville le statut de ville royale. Elle relève dès lors directement de l'autorité royale, et connaît un développement rapide. D'abord centre agricole, elle devient un centre de commerce et d'artisanat très actif, doté d'un puissant système de fortification protégeant une surface de 60 ha. Des remparts, des portails et des douves la rendent imprenables. L'arrivée d'ordres religieux (clarisses, franciscains et dominicains) vient la renforcer.
L'importance de la ville est renforcée par diverses rencontres royales : en 1327, le roi de Hongrie Charles Robert d'Anjou ("Károly Róbert" en hongrois) y signe un traité monétaire avec le roi de Bohême Jean de Luxembourg. La cité devient le lieu de résidence préféré de Louis Ier de Hongrie (en hongrois : Nagy Lajos), roi de Hongrie de 1342 à 1382, roi de Pologne et de Hongrie, qui y signe un traité d'amitié avec le roi de Bohême Charles IV le 10 septembre 1382 ; le roi Louis Ier y meurt peu de temps après.
Dès le Moyen Âge, Trnava était un centre d'art gothique, sacré comme profane : église Saint-Nicolas, église Sainte-Hélène, etc. De 1432 à 1435, la ville est contrôlée par les Hussites. La conquête de la Hongrie centrale par les Turcs provoque l'arrivée d'émigrants hongrois : la cité prend le nom hongrois de Nagyszombat.
La prise d'Esztergom par les Turcs amène l'archevêque à s'installer à Nagyszombat, qui devient le centre culturel et religieux du pays. Mgr Nicolas Oláh fusionne une ancienne école municipale et l'école du chapitre et édicte en 1544 de fameuses règles. En 1561, les jésuites sont invités à développer le système scolaire, et une imprimerie fonctionne dès 1577. Durant la Renaissance, la ville continue à se développer. Le retour de la menace turque amène à reconstruire les fortifications.
C'est à Nagyszombat que le prince de Transylvanie Bethlen Gábor conclut un traité de paix, le 6 mai 1615, avec l'Empereur Rodolphe II, garantissant l'indépendance de la Transylvanie face à la Maison d'Autriche. Pourtant, en juillet 1621, l'armée transylvaine de János Bornemissza doit vaincre les assauts de l'armée impériale, menée par le commandant Miklós Pálffy, pour, quelques jours plus tard, être débarrassée de l'attaquant autrichien.
C'est à Nagyszombat aussi que naît, en 1635, l'une des premières universités du Royaume de Hongrie, créée par le Cardinal jésuite Péter Pázmány, avec une faculté des lettres ; puis, en 1667, une faculté de droit ; enfin, en 1769, une faculté de médecine. L'imprimerie se trouvait à côté de l'université, ainsi qu'une bibliothèque.
La ville de Nagyszombat était ainsi devenue, pour l'époque, un grand centre de rayonnement de la culture hongroise. La langue d'enseignement, à l'université, était le latin.
En 1777 cependant, l'université quittant Nagyszombat pour Buda (aujourd'hui, Université Loránd Eötvös de Budapest), puis l'archevêché retournant à Esztergom, Nagyszombat perd beaucoup de son importance comme centre culturel hongrois.
Au XIXe siècle sont ouverts l'hôpital (en 1824), puis le théâtre (1831). Les synagogues de Nagyszombat sont construites à cette époque, et la première voie ferrée hongroise y est construite en 1846, qui mène à Pozsony (Presbourg) - l'actuelle Bratislava. Les wagons sont initialement tirés par des chevaux ; à partir de 1892, le chemin de fer devient à vapeur. Cette liaison ferroviaire a permis un développement économique : raffinerie de sucre, brasserie de bière, usines. La ville sort de ses remparts, et les premiers faubourgs se construisent à partir de la fin du XIXe siècle.
Avec la réforme administrative de 1996, Trnava devient chef-lieu de région.

## Population
| Année:               | 1994.  | 2004.   | 2014.   | 2024.   |
| -------------------- | ------ | ------- | ------- | ------- |
| Nombre de personnes: | 70 017 | 69 140  | 65 713  | 63 180  |
| Différence:          |        | -1,25 % | -4,95 % | -3,85 % |

| Année:               | 2023.  | 2024.   |
| -------------------- | ------ | ------- |
| Nombre de personnes: | 62 955 | 63 180  |
| Différence:          |        | +0,35 % |

En 1910, sur les 15 163 habitants de Trnava, 8 032 étaient slovaques de langue et de culture ; 4 593, hongrois ; et 2 280 allemands. En revanche, en 2001, sur les 70 286 habitants de Trnava, 97 % étaient de langue et de culture slovaques.

## Économie

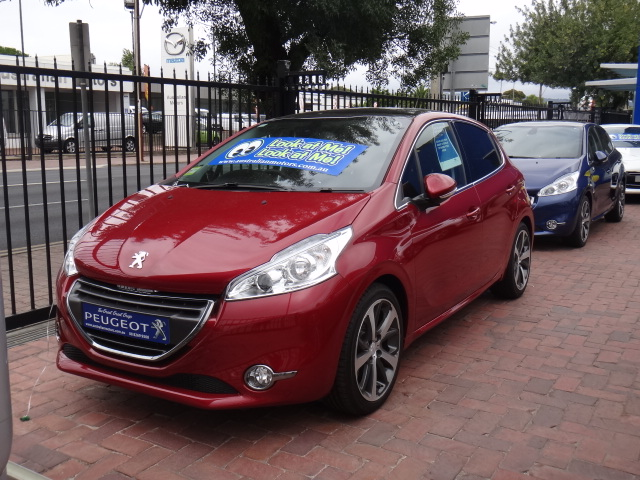
La Peugeot 208, l'une des productions de l'usine de Trnava

En 2003, PSA Peugeot Citroën décide d'y implanter une usine automobile de grande capacité. Démarrage de la production en série : été 2006. Cette nouvelle a une capacité de production annuelle de 300 000 véhicules par an en trois équipes, soit une capacité de 55 véhicules par heure. Elle est destinée à la production de véhicules de la plate-forme 1 (petits véhicules) à commencer par la Peugeot 207. L'inauguration officielle du site a lieu le 19 octobre 2006 en présence du P-DG Jean-Martin Folz et du premier ministre Robert Fico. En 2008, le site est pilote pour le lancement du petit monospace Citroën C3 Picasso.

## Personnalités
- Isaac Tyrnau, rabbin ashkénaze du XVe siècle.
- Anton Malatinský, footballeur tchécoslovaque et slovaque.
- Pavol Blažek,  athlète tchécoslovaque et slovaque.
- Tatana Kucharova, née à Trnava, Miss Monde 2006.

## Sports
Le club de football de la ville est le Spartak Trnava, plusieurs fois champion de Tchécoslovaquie.

## Jumelages
La ville de Trnava est jumelée avec :
- Břeclav (Tchéquie)
- Casale Monferrato (Italie)
- Novo Mesto (Slovénie)
- Sangerhausen (Allemagne)
- Scranton (États-Unis)
- Szombathely (Hongrie)
- Varaždin (Croatie)
- Zabrze (Pologne)

## Divers
- À Trnava se déroule le Gavranfest, un festival entièrement consacré au dramaturge croate Miro Gavran.
- En français, Trnava se prononce tarnava.